# Cheng Wu
En aquest nom xinès, el cognom és Cheng.
Cheng Wu (nascut el 201 EC), nom estilitzat Zilie, va ser un polític de Cao Wei durant el període dels Tres Regnes de la història xinesa. Ell va ser el fill de Cheng Yu.

## En la ficció
En la novel·la històrica el Romanç dels Tres Regnes de Luo Guanzhong, es conta que Cheng Wu va estar servint una vegada sota el comandant Xiahou Mao per a resistir a l'exèrcit invasor de Shu Han. Proposant-li llavors a Xiahou Mao una estratègia per atreure al general enemic Zhao Yun dins d'una trampa, sent que Zhao se les arregla per obrir-se pas a través d'ella. Cheng també aconsella a Xiahou Mao de capturar a Zhao en una emboscada efectuada per dos costats; l'atac reïx i Zhao es veu atrapat i gairebé derrotat, però no obstant és finalment salvat per Zhang Bao i Guan Xing. Ell acaba convertint-se en una figura prominent a Cao Wei durant els seus últims anys.